# Vincenta Matulaitytė-Lozoraitienė
Vincenta Matulaitytė-Lozoraitienė (ur. 19 lipca 1896 w Domeikai w powiecie wyłkowyskim, zm. 1987 w Rzymie) – litewska działaczka publiczna, dziennikarka, pedagożka, pierwsza na Litwie propagatorka idei szkoły pedagogicznej Marii Montessori.

## Życiorys
Wychowała się w Suwałkach. Dorastała w polskojęzycznej rodzinie. Uważała się za Litwinkę.
W 1914 ukończyła gimnazjum św. Katarzyny w Petersburgu, w 1917 natomiast kurs języka francuskiego w Instytucie Alliance Française w Paryżu. W latach 1918–1919 pracowała w Centralnolitewskim Komitecie Rady Litewskiej oraz uczyła w gimnazjum. Pracowała w ministerstwach finansów i spraw zagranicznych, później w litewskiej agencji informacyjnej ELTA. Poznała wówczas dyplomatę Stasysa Lozoraitisa, którego poślubiła w 1922. Mieszkali m.in. w Berlinie, gdzie w 1924 urodziła syna Stasysa, a w 1929 syna Kazysa. Później zamieszkali u rodziny w Rzymie. W latach 1932–1939 mieszkali na Litwie.
Podczas pobytu w Berlinie poznawała działanie szkół F. Fröbla. W Rzymie Vincenta ukończyła kurs Montessori. W czasie pracy na Litwie zaangażowała się w popularyzację pedagogiki fröbizmu i systemu M. Montessori. Z pomocą siostry Gražiny Matulaitytė-Rannit, śpiewaczki operowej, zorganizowała koncert, z którego dochód przeznaczono na założenie pierwszego na Litwie czasopisma edukacyjnego dla dzieci. W 1929 założyła, a od 1930 redagowała czasopismo „Motina ir vaikas” („Matka i Dziecko”). Publikowała w litewskich i zagranicznych gazetach na temat pedagogiki, życia i działalności kobiet oraz innych zagadnień. Przewodniczyła Radzie Kobiet, która zajmowała się śledzeniem i walką z naruszeniami praw kobiet. W 1937 redagowała liberalne czasopismo „Moteris ir pasaulis” („Kobieta i Świat”), na łamach którego poruszano kwestie społeczne i polityczne. Napisano m.in. o pierwszych policjantkach na Litwie, których powołania Vincenta zażądała od Ministerstwa Sprawiedliwości. W latach 1934–1939 przewodniczyła Litewskiej Rady Kobiet. Reprezentowała Litwinki na międzynarodowych kongresach w Jugosławii (1936) i Szkocji (1938). 
Od 1939 mieszkała z rodziną w Rzymie. W czasie II wojny światowej opiekowała się litewskimi uchodźcami, prowadziła działalnością charytatywną na ich rzecz, uczestniczyła w ich edukacji pedagogicznej. Pracowała jako dziennikarka. W 1945 była redaktorką czasopisma „Lietuvių balsas” („Litewski Głos”). W 1949 i 1950 uczestniczyła w międzynarodowych kongresach dotyczących rodzin i dzieci.  
Została pochowana na Cmentarzu Pietraszuńskim w Kownie.

## Dziedzictwo
Od 2012 listy Vincenty z lat 1959–1980 napisane z Rzymu do kuzynki Eleny Matulaityte Dankevičienė, która mieszkała na Litwie, oraz album fotografii należący do matki Vincenty, Stefanii Mackevičiūtė Matulaitienė, są przechowywane w Litewskim Centralnym Archiwum Państwowym.